# 博雷斯和马尔特龙
博雷斯和马尔特龙（法語：Boresse-et-Martron，法語發音：[bɔʁɛs e maʁtʁɔ̃]）是法国滨海夏朗德省的一个市镇，位于该省东南部，属于容扎克区。

## 地理
博雷斯和马尔特龙（45°16'19"N, 0°6'51"W）面积11.19 平方千米，位于法国新阿基坦大区滨海夏朗德省，该省份为法国西部滨海省份，北起旺代省，西临大西洋，南至吉倫特省，东南接多爾多涅省，东北接德塞夫勒省接壤，东临夏朗德省。
与博雷斯和马尔特龙接壤的市镇（或旧市镇、城区）包括：吉藏雅尔、圣瓦利耶、索维尼亚克、勒富尤、讷维克。

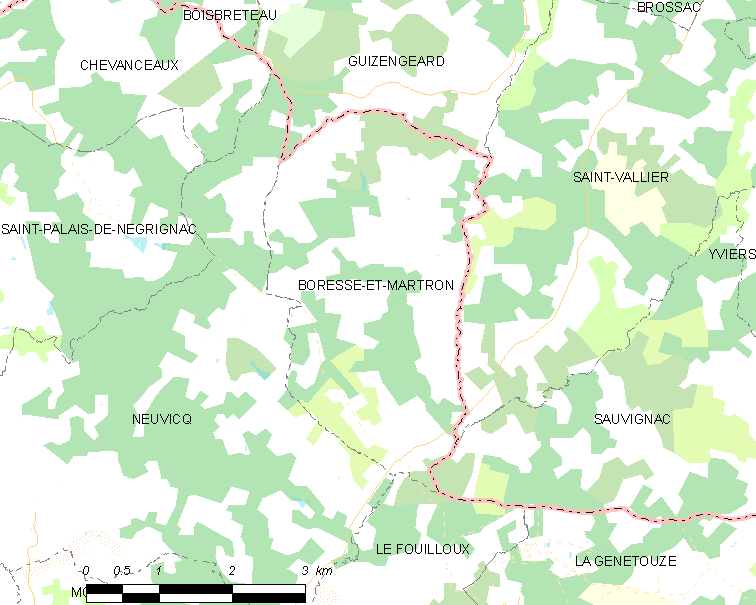
博雷斯和马尔特龙的OSM定位图

博雷斯和马尔特龙的时区为UTC+01:00、UTC+02:00（夏令时）。

## 行政
博雷斯和马尔特龙的邮政编码为17270，INSEE市镇编码为17054。

## 政治
博雷斯和马尔特龙所属的省级选区为三山县。

## 人口

1962-2008年间博雷斯和马尔特龙人口变化图示

博雷斯和马尔特龙于2022年1月1日时的人口数量为203人。